# 格雷默斯多夫
格雷默斯多夫是德国石勒苏益格－荷尔斯泰因州的一个市镇。总面积45.76平方公里，总人口1463人，其中男性749人，女性714人（2011年12月31日），人口密度32人/平方公里。